# 横須賀市警察
横須賀市警察（よこすかしけいさつ）は、かつて存在した神奈川県横須賀市の自治体警察。

## 概要
旧警察法施行で、従来の神奈川県警察部が解体され、1948年（昭和23年）3月7日に横須賀市警察本部を横須賀警察署内に設置し、従来の横須賀警察署、浦賀警察署（現・横須賀南警察署）に加えて、新設された逗子警察署の3署体制で発足した。同年12月15日には、田浦警察署と武山警察署を設置し、5署体制となった。2年後の1950年（昭和25年）に、市内の逗子地区が逗子町（現在の逗子市）として分離したため、警察も分離した。
1953年（昭和28年）1月18日には、横須賀市議会が自治体警察廃止反対を決議するなどしたものの、1954年（昭和29年）7月1日に、旧警察法が全面改正される形で新警察法が施行された。これにより国家地方警察と自治体警察が廃止され、新たに都道府県警察として神奈川県警察が発足。横須賀市警察も神奈川県警察に統合され、姿を消した。

## 組織
1953年（昭和28年）時点
- 警務部
  - 警務課、会計課、秘書調査室
- 公安部
  - 警備課、警ら交通課
- 刑事部
  - 防犯課、捜査課

## 警察署
1953年（昭和28年）時点
- 横須賀警察署
- 浦賀警察署
- 田浦警察署
- 武山警察署…神奈川県警察の発足に伴い、横須賀警察署に統合された。